# Vlag van Zagreb (provincie)

Vlag van Zagreb (ratio 1:2)

De vlag van Zagreb bestaat uit vijf horizontale banen groen en wit, met het provinciewapen in het midden. De kleuren komen uit het vierde kwartier van het wapen. De vlag werd aangenomen in 19 mei 1995. Het wapen is nagenoeg gelijk aan het wapen dat in 1759 door Maria Theresia aan dit gebied werd verleend. Het bevat delen van de wapens van de drie Oostenrijks-Hongaarse koninkrijken: een leeuwenkop van Dalmatië, het schaakpatroon van Kroatië en de ster en marter van Slavonië. De witte strepen op groen staan voor de rivieren de Sava en Kupa, die de provincie omcirkelen en als zodanig ook staan voor Turopolje, het gebied ten zuiden van Zagreb. Het hartschild is de Mandusevac bron in de stad Zagreb zijnde het middelpunt van de provincie.